# ダンジョンズ&ドラゴンズ

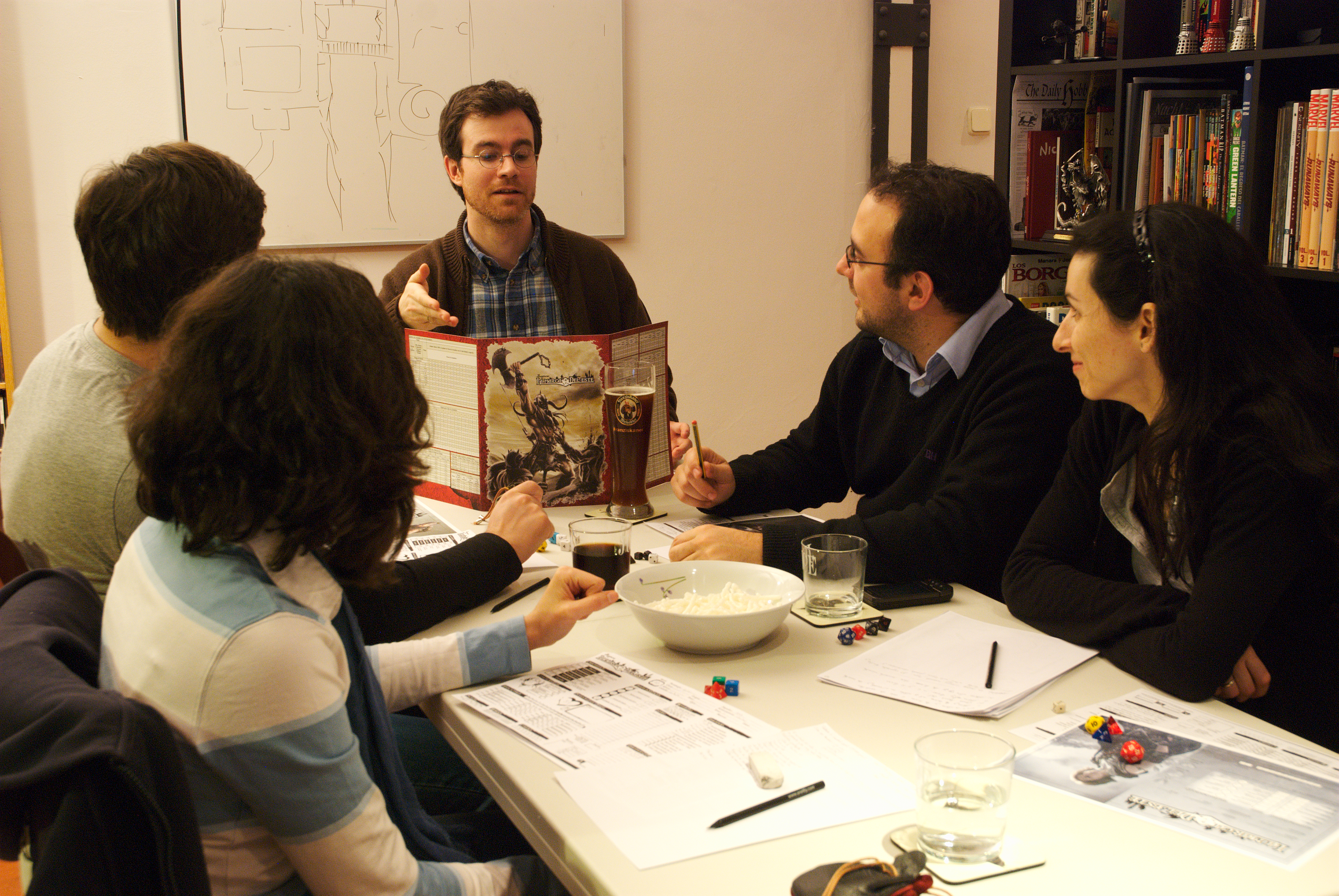
このゲームではダンジョンマスター(Dungeon Master)と呼ばれるゲームマスターが、マスタースクリーン（机上ついたて）を使いシナリオを説明している。

『ダンジョンズ&ドラゴンズ』（Dungeons & Dragons、略称：D&D）は、1974年に制作・販売されたアメリカのファンタジー・テーブルトークRPGである。世界で最初のロールプレイングゲーム（RPG）であり、他のRPGの原点ともなり、最も広くプレイされた作品である。日本語版はいくつかの出版社から翻訳されていたが、2022年6月まではホビージャパン社によって発売されていて、12月からはウィザーズ・オブ・ザ・コースト日本支社から発売されている。

## 概要
『ダンジョンズ&ドラゴンズ』は、ゲイリー・ガイギャックスとデイヴ・アーンソンによってゲームデザインされ、アメリカのTactical Studies Rules（後にTSR, Inc.に改名）社が1974年に制作・販売したテーブルトークRPGである。その後、何度か改版を重ねたが、1997年にウィザーズ・オブ・ザ・コースト（Wizards of the Coast：略称WotC）社がTSR社を買収して以降は同社より販売されている。2000年には大幅に変更を加えた第3版が発売され、2008年に第4版、2014年には第5版が発売された。第3版以降のナンバリングは『アドバンスト・ダンジョンズ&ドラゴンズ 第2版』に続くものであり、1990年代まで『ダンジョンズ&ドラゴンズ』と呼ばれていたゲームの系譜とは異なる。
オリジナルの共同制作者であるゲイリー・ガイギャックスは2008年に、デイヴ・アーネソンは2009年にそれぞれ他界した。

## 系譜
| 1974 | Original D&D                                                             |
| 1975 |                                                                          |
| 1976 |                                                                          |
| 1977 | AD&D、ホルムズ版                                                         |
| 1978 |                                                                          |
| 1979 |                                                                          |
| 1980 |                                                                          |
| 1981 | モルドヴェイ版                                                           |
| 1982 |                                                                          |
| 1983 | メンツァー版（→ 新和1985）                                               |
| 1984 |                                                                          |
| 1985 |                                                                          |
| 1986 |                                                                          |
| 1987 |                                                                          |
| 1988 |                                                                          |
| 1989 | AD&D 2E（→ 新和1991）                                                    |
| 1990 |                                                                          |
| 1991 | Rules Cyclopedia （→ メディアワークス1994）                              |
| 1992 |                                                                          |
| 1993 |                                                                          |
| 1994 | Classic D&D                                                              |
| 1995 |                                                                          |
| 1996 |                                                                          |
| 1997 |                                                                          |
| 1998 |                                                                          |
| 1999 |                                                                          |
| 2000 | D&D 3E （→ ホビージャパン2002）                                          |
| 2001 |                                                                          |
| 2002 |                                                                          |
| 2003 | D&D v3.5（→ ホビージャパン2005）                                         |
| 2004 |                                                                          |
| 2005 |                                                                          |
| 2006 |                                                                          |
| 2007 |                                                                          |
| 2008 | D&D 4E（→ ホビージャパン2008）                                           |
| 2009 |                                                                          |
| 2010 | Essensials（→ ホビージャパン2011）                                       |
| 2011 |                                                                          |
| 2012 |                                                                          |
| 2013 |                                                                          |
| 2014 | D&D 5E （→ ホビージャパン2017） （→ ウィザーズ・オブ・ザ・コースト2022） |
| 2015 |                                                                          |
| 2016 |                                                                          |
| 2017 |                                                                          |
| 2018 |                                                                          |
| 2019 |                                                                          |
| 2020 |                                                                          |
| 2021 |                                                                          |
| 2022 |                                                                          |
| 2023 |                                                                          |
| 2024 | D&D 2024 (2024)                                                          |

1974年に基本セットとして三冊のルールブックが封入されたボックスが発売された（現在では、Original D&Dと呼ばれる）。「ロールプレイングゲーム」という今までになかった新しい概念が注目された反面、このOriginal D&Dはルールにわかりにくい部分も多く、それをフォローするためにデザイナー陣は矢継ぎ早にいくつもの追加ルールを発表した。それを繰り返していくうちに、ルールシステムにまとまりがないものとなってしまったため、ルールを再設計した「新しいD&Dゲーム」を改めて作ることになった。
1977年からその「新しいD&Dゲーム」が発売されるようになったが、このときにTSR社はD&Dの名前を持つ2つの異なるゲームを同時に展開した。その2つのD&Dゲームとは、一つは簡潔さを重視したカジュアル向けの『Dungeons & Dragons Basic Set』であり、もう一つは多数のルールやデータを持つコアゲーマー向けの『Advanced Dungeons & Dragons』（略称はAD&D）であった。この2つのD&Dゲームは同じ親を持つ兄弟ではあるが、混ぜて遊ぶことはできず、商品展開も別々に行われていった。1990年代までは注釈抜きで単に『ダンジョンズ&ドラゴンズ』や『D&D』と言えば、Basic Set系の製品のことを指していた。（日本のユーザーの間では赤箱・青箱などの俗称でも親しまれていた）
1997年にD&Dの権利がTSR社からWotC社へと移譲。WotC社は2つに分かれていたD&Dを1つに統合することを計画。2000年にAD&Dが第3版ルールへと更新された際、新しいルーブックを『ダンジョンズ&ドラゴンズ 第3版』（Dungeons & Dragons 3rd Edition : 通称D&D3e）とのタイトルで発売した。これと同時にBasic Set系の製品展開が終了された。この第3版の発売以降、注釈抜きで単に『ダンジョンズ&ドラゴンズ』や『D&D』と言えば「かつてAD&Dと呼ばれていたゲームから続く系譜」のことを指すようになった。つまり、かつて「AD&D」と呼ばれていたものが「D&D」となり、かつて「D&D」だったものは消えていった。かつての「D&D」について指し示す時は区別を明確にできるように『クラシック・ダンジョンズ&ドラゴンズ』との言い方もされるようになった。
2003年には、第3版を改定した第3.5版が発売されている（日本語版は2005年に発売）。
2008年には、ルールをさらに大幅に改定した第4版がアメリカ合衆国にて発売された。日本語版も同年にホビージャパン社から翻訳展開が開始されている。
2012年1月9日に、第4版に続くさらなる新版が開発中であることがWotC社によって発表された。その後、WotC社がD&D NEXTの英語版以外のライセンスを全世界で発行しないことを発表したことを受け、日本語版を出版することが不可能になった、とホビージャパンは2014年7月3日に発表した。
2017年3月21日（アメリカ太平洋時間）、WotC社は方針転換を行い、ダンジョンズ&ドラゴンズ第5版製品を、日本語を含む多言語で展開することを発表した。
2022年には『One D&D』のプロジェクト名で次世代のバージョンが展開されることが発表され、同年8月19日から一般ユーザー対象のプレイテストが開始された。第5版とは後方互換性が取られる予定である。その後、2024年には正式名として『D&D 2024』として名付けられ、同年9月17日にプレイヤーズハンドブックが発売された。
- ダンジョンズ&ドラゴンズ初版
  - Dungeons & Dragons （一般にオリジナル・ダンジョンズ&ドラゴンズと呼ばれる）
- クラシック・ダンジョンズ&ドラゴンズ シリーズ
  - Dungeons & Dragons Basic Set（第2版、ホルムズ版）
  - Dungeons & Dragons Basic Set（第3版、モルドヴェイ版）
  - Dungeons & Dragons Basic Set（第4版、メンツァー版）…邦訳は新和版
  - Dungeons & Dragons Rules Cyclopedia（第5版）…邦訳はメディアワークス版
  - Classic Dungeons & Dragons GAME（第6版）
- アドバンスト・ダンジョンズ&ドラゴンズ シリーズ
  - Advanced Dungeons & Dragons 1st edition
  - Advanced Dungeons & Dragons 2nd edition（第2版）…邦訳は新和版
  - Dungeons & Dragons 3rd edition（第3版）…邦訳はホビージャパン版
  - Dungeons & Dragons v3.5（第3.5版）…邦訳はホビージャパン版
  - Dungeons & Dragons 4th edition（第4版）…邦訳はホビージャパン版
  - Dungeons & Dragons 5th edition（第5版）…邦訳はホビージャパン版

（クラシックD&DおよびAD&D第2版まではTSR社、D&D第3版以降はWotC社より販売された）

## ゲーム内容

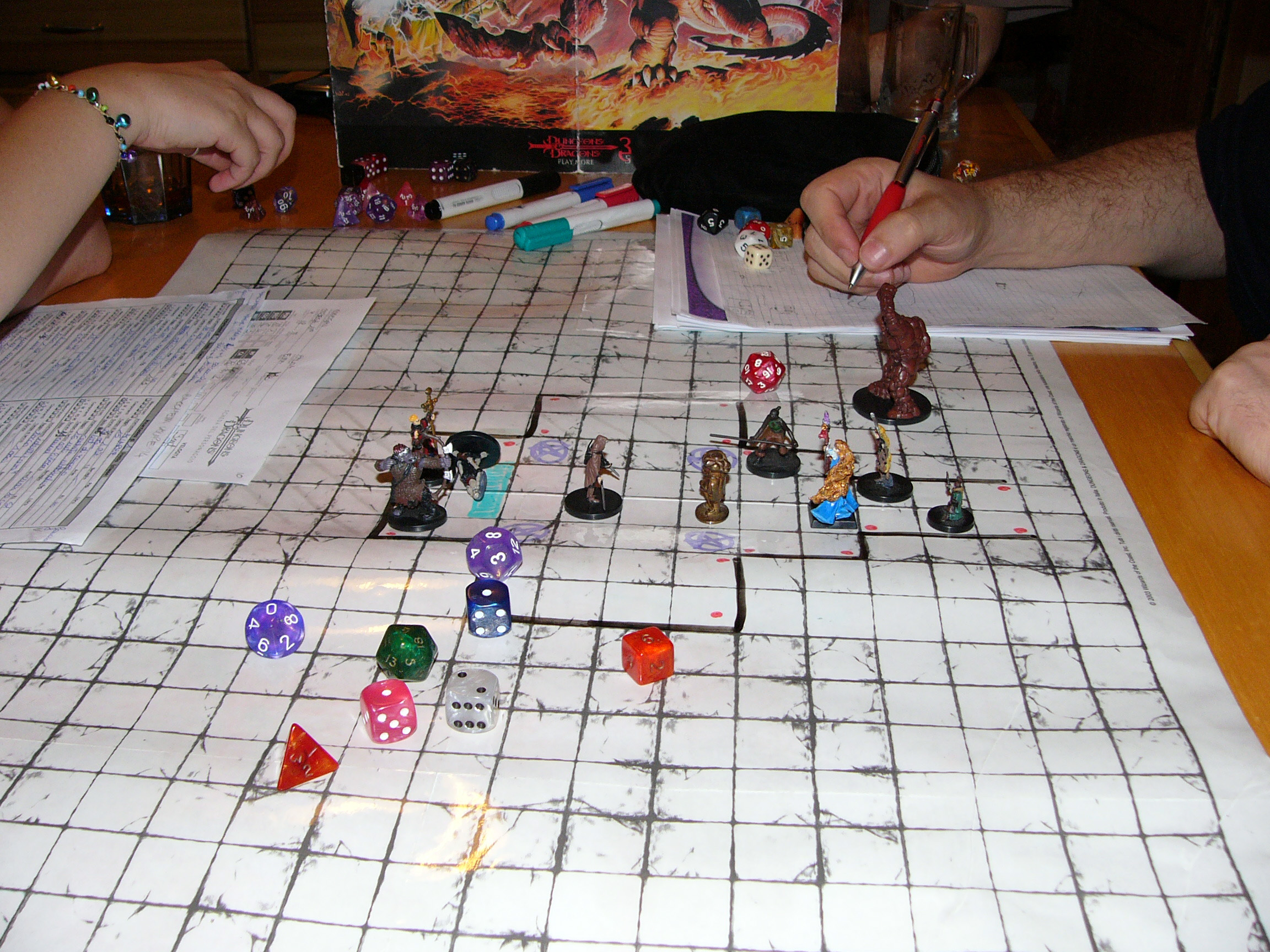
ゲームプレイ中の様子

ゲームルールはD&Dのバージョンによって異なるところも多いが、ここでは多くのバージョンに共通する要素を中心に解説する。バージョン毎の個別の特性については、そのバージョンについて記述している節を参照のこと。

### ゲームのスタイル
D&Dは他のテーブルトークRPGと同じく「審判役であるゲームマスターが提示した物語（シナリオ）を、プレイヤーキャラクターを通して体験する」というゲームであり、提供されるシナリオによってゲームの雰囲気は大きく変わる。
しかし、『ダンジョンズ&ドラゴンズ』というタイトルが示すように「ファンタジー世界でダンジョンに潜って、そこに潜むドラゴンのようなモンスターを倒して、宝を奪う」というタイプのダンジョンアドベンチャーがもっとも重点的に扱われており、どのバージョンのD&Dでも基本ルールブックに「ダンジョン探索のためのルール」「モンスターと戦うためのルール」「マジックアイテムなどの財宝のデータ」の3つが丁寧にフォローされている。このようなゲームスタイルは、D&Dの原型に当たるチェインメイルのシステムを利用して、当時ブームとなっていたファンタジー作品のような世界を舞台とした一種のミニチュアゲームをプレイする、という形から始まったもので、やがて他にもこのような形態のさまざまなゲームタイトルが登場した。
D&Dではゲームマスターのことをダンジョンマスター（Dungeon Master）と呼称する（以下DMと略）。

### プレイヤーキャラクターの創造
プレイヤーは、まず人間、エルフ、ドワーフなどの種族を選択し、次にファイター（戦士）、ウィザード（魔法使い）、クレリック（僧侶、聖職者）、ローグ（盗賊、密偵）などのクラス（キャラクターの種別）を選択しプレイヤーキャラクターを作成する。
プレイヤーキャラクターの基本的な能力は、以下の6つの能力値で表される。能力値の数値の決定方法はいくつかのルールがあり、プレイグループの好みで選ぶことができる、また、選んだ種族やクラスによって能力値の最終的な数値は変動する。
筋力（Strength）
腕力や脚力の強さを表し、戦闘でのダメージなどに関係する
敏捷力（Dexterity）
身のこなしや手先の器用さを表し、戦闘での攻撃の避けやすさなどに関係する。
耐久力（Constitution）
身体の頑丈さを表し、ヒットポイントなどに関係する。
知力（Intelligence）
知識の豊富さを表し、秘術呪文の使用などに関係する。
判断力（Wisdom）
聡明さを表し、信仰呪文の使用などに関係する。
魅力（Charisma）
外見的な美貌と性格的な魅力の双方を表し、NPCとの交渉などに関係する。
キャラクターは能力値のほかに「技能（Skill）」と「特技（Feat）」という選択式の能力を作成時および一定レベルごとに得る。スキルはAD&Dの途中（サプリメント「oriental adventures」が初出）より採用され、特技は第3版以降において登場する要素で、古いルールには見られない。特技はクラスの能力として得られる場合もある。
レベルアップ時にはすでに選択したものとは別のクラスを選び、複数のクラスを持つことも可能（いわゆるマルチクラス）。また、成長を通じてより高度なクラスに昇格することもできる。
ただし、クラシックD&Dではキャラクター創造のルールが簡易的になっており、エルフ、ドワーフなどの種族はそれ自体がクラスとなっている。ファイターなどのクラスは原則的に人間のみとなる。また、マルチクラスのルールも存在していない。

### アライメント
D&Dでは、全てのキャラクターおよびモンスターに「そのキャラクターは善人か悪人か」「そのキャラクターは秩序を守る方か守らない方か」という倫理観を表す属性が付けられている。これをアライメント（alignment; アラインメント）と呼ぶ。
例えば、「混沌にして善」という属性のキャラクターは「他人の作った決まりに従う義理はないが、困った人は見逃せない」というキャラクターになる。アライメントは性格というより徳に近く、生まれつきのものであり滅多なことで変化もしない。
これは後発の一部の作品に影響を与え、後に登場したRPGでもこのようなシステムを採用する例がある。

### 行為判定
行為判定のルールはD&Dのバージョンによって異なる。
クラシックD&DおよびAD&Dでは行為判定は煩雑で、戦闘の命中判定は20面ダイス1個を使った上方判定、戦闘以外の行為に関する判定（技能判定）は20面ダイス1個を使った下方判定であった。他にも、ダンジョンで罠を解除する判定（盗賊能力判定）はパーセンテージロール、ドワーフが隠し通路を発見する判定は「6面体サイコロで特定の出目を出す」など、行動の種類によって判定方法が全く異なっていた。
D&D3版以降はほぼ全ての行為判定が20面ダイス1個を使った上方判定に統一された。ただし、この他にもダメージ決定などで4面、6面、8面、10面、12面、20面まで6種類の多面体ダイスを使用する。

### 戦闘
D&Dでの戦闘は、攻撃側が攻撃目標の「アーマークラス」 から算出される目標値以上の値を20面体サイコロで出せば攻撃が命中したと扱うというシンプルなルールとなっている。アーマークラスは攻撃目標の着ている鎧の種類や敏捷力の能力値によって決まる。
クラシックや第2版以前のAD&Dでは「アーマークラスが低いほど攻撃が当たりにくいことを表す」とされ、アーマークラスから攻撃命中判定の目標値を決定するためのTHAC0という表が用意されていた。基本的にアーマークラスが低いほど攻撃命中判定の目標値が高くなる（防具を装備するとアーマークラスが下がる）。
このルールは直感的にわかりにくいということもあり、第3版以降のD&Dではアーマークラスは「アーマークラスが高いほど攻撃が当たりにくいことを表す」と改定された。第3版以降のD&Dではアーマークラスそのものの数値が攻撃命中判定の目標値となり、THAC0は廃止されている（防具を装備するとアーマークラスが上がる）。
攻撃が当たった場合、ダメージ量をダイスで決定して、その分だけ相手のHP（ヒットポイント）が削られる。ダメージ決定に使用されるダイスの種類と数は使用された武器や魔法によって異なる。盾や鎧はマジックアイテムなどでない限りはACを良くするためのものにすぎず、与えられるダメージを減少させるような効果を持たない。ダメージによってHPが0以下になるとそのキャラクターは倒れる。クラシックD&Dなどではこの時点で即死となるが、D&D3版以降は「行動できないがまだ息はある」という状態となり、適切な治癒行為を行えば戦線復帰できる。HPが0以下になって倒れたキャラクターは、治癒行為が行われずに長時間放置されるか、治癒行為を行う前にさらなるダメージを受けることで死亡が確定する。
また、特別な魔法やマジックアイテムを使えば、死亡が確定したキャラクターを生き返させることもできる。

#### ミニチュアの使用
D&Dでの戦闘はミニチュアゲームの影響を多大に受けており、戦場をスクエアマップ（四角いマス目が書かれたマップ）で表現してその上にプレイヤーキャラクターやモンスターのミニチュアを置くことでキャラクターたちの戦場での位置を表すという遊び方が推奨されている。第3.5版と第4版ではスクエアマップとミニチュアの使用は推奨ではなく必須要項となっている。
ミニチュアについてはD&D専用のミニチュアが昔から様々なメーカーより発売されており、ゲームをプレイしない人にもファンタジーミニチュアのコレクションとして好まれることもある。ただし、正規のミニチュアを使わなくてはゲームができないわけではなく、サイコロや消しゴムなどコマとなる代用品を使えばゲームは可能である。
スクエアマップについては1マス1インチのものが使われ、1マスがゲーム世界の5フィートを表す。白紙のスクエアマップに戦場の地形を書き込むという使い方が一般的であるが、地形などの絵柄が印刷済みのスクエアマップも市販品として発売されている。また、ただの紙ではなく耐久力のある厚紙に印刷されたスクエアマップもあり、そのようなものは「タイル」と呼ばれる。タイルは厚紙である利点を生かして小さなパーツに分けられていることが多く、このパーツを組み合わせることで戦場を自由にデザインすることができる。

#### 機会攻撃
D&D第3版以降においては「機会攻撃（Attack of Opportunity）」というルールが実装されるようになった。これはウォー・シミュレーションゲームで言うところのZOCと類似したルールである。
機会攻撃とは、
「自分のキャラクターと隣接しているマスを他者が通り抜けたとき、その瞬間に一回だけ手に持っている近接武器で相手を攻撃してもよい」
というものである。
このルールの存在により、キャラクターやモンスターが移動を行うとき、「敵対勢力からの機会攻撃を受けることを恐れずに最短距離を走り抜けるのか、それとも、機会攻撃を避けるため遠回りをして移動するのか」という選択を常に迫られるようになる。

### 魔法
D&Dでは多くのRPGに見られる「マジックポイント」の概念はない。
キャラクター毎に「魔法（呪文）を一日に何回使えるか」が決められており、一日の魔法の使用回数はレベルによって増加していく。
さらに、魔法の使用に特化したクラスである「ウィザード」（クラシックD&Dでは「マジックユーザー」）は、毎朝に今日一日に使う予定の魔法を事前に決めておかなくてはならないという制限がある（第4版は除く）。例えば、一日に魔法が4回使えるならば「今日使う魔法は、《マジックミサイル》を二回と《ディテクトマジック》一回、《リードマジック》を一回」などと決めるわけである。このルールにより、ウィザードは「今日の冒険に必要な魔法は何か」を戦略的に推理する能力が必要になる。
クレリックやパラディンが使う魔法は1日の使用回数が決められているのはウィザードと同じだが、今日一日に使う予定の魔法を事前に決める必要はなく、習得している魔法ならいつでも使える。
魔法の習得については、クレリックやパラディンはレベルが上がるたびに自動的に習得していくが、ウィザードは「お金と時間をかけて呪文を学ぶ」ことで魔法を習得する。レベルによる成長とは関係ない部分で魔法を習得できるのはD&Dの特徴的な部分である。
このような独特の魔法システムは、ジャック・ヴァンスのサイエンス・ファンタジー小説『終末期の赤い地球』（The Dying Earth）からのオマージュとされており、魔法の呪文の具体的な効果にも同作からの影響が見られる。
第3版以降ではウィザードとは違い、クレリックのように事前準備なしで魔法を使える「ソーサラー」というキャラクタークラスが存在する。ただし、ウィザードよりも習得できる魔法の数は少なくなる傾向がある。少数の魔法を好きなタイミングで使いたいならソーサラー、多種多様な魔法を使いこなしたいならウィザード、という形で住み分けされている。
第4版でのみ、ウィザードは1日に使用する魔法を事前に準備する必要がなくなっている。また、第4版ではウィザードの秘術呪文は「パワー」と「儀式」に分けられ、前者については（クレリックの信仰呪文やファイターなどの武技と同様に）レベルアップで自動取得が可能となっている。後者については従前と同じくお金と時間をかけて学ぶ必要がある。

### セービングスロー
防具では防ぎきれないような特別な攻撃を受けたとき、その攻撃を防ぐことができるかどうかを決定する「抵抗判定」が「セービングスロー（ST）」である。セービングスローのルールはD&Dのヴァージョンによって異なるが、必ず実装されている。

## d20システムの導入
『アドバンスト・ダンジョンズ&ドラゴンズ』が第3版に改定された際、基本ルールが大きく変更・整理された。この第3版以降のD&Dが基本ルールとして採用しているのが、d20システムと呼ばれる、WotC社による汎用ルールである（詳細はd20システムの項目を参照のこと）。このルールの導入によってシステムの汎用性が高まった結果、『火吹き山の魔法使い』で有名な『ファイティング・ファンタジー』シリーズをもとにしたシナリオが発表されたり、『クトゥルフの呼び声』『トラベラー』『ストームブリンガー』など既存のテーブルトークRPGの有名タイトルのd20コンバート版が怒濤のように発表されるなどの現象が見られた。日本オリジナルのテーブルトークRPG『メタルヘッド』と『ワースブレイド』もd20版が出版された。

## 背景世界
D&Dは当初はダンジョン探索が中心のゲームであったこともあり、背景となる世界については重視されていなかった。ルールブックでも背景世界については大まかな指針が示されるだけで、ダンジョンマスターの裁量に委ねられる部分も多かった。しかし、緻密な背景世界グローランサを持つ『ルーンクエスト』をはじめ、特徴的な背景世界を持つRPGが増えてくると、D&Dでもドラゴンランスをはじめとしてさまざまな背景世界が発表されていった。どれもファンタジー風の世界観をベースにしている。
それぞれの背景世界は「キャンペーンセッティング」と呼ばれるサプリメントを導入することで遊ぶことができる。各キャンペーンセッティングは、基本ルールブックからいくつかのルールやデータを追加したり、逆に削除したりすることで、D&Dを特定の世界設定に適応させることができる。D&Dには特定の世界設定でしか使えないサプリメントも数多くあり、もちろんそれらはまずその世界の「キャンペーンセッティング」を導入していないと使えない。
以下に代表的なキャンペーンセッティングを挙げる。
アル・カーディム（Al-Qadim）
- 取扱 - AD&D第2版

アラビアン・ナイト風の世界での冒険を扱うセッティング。フォーゴトン・レルムの南方にあるザハラ地方（Zakhara）を舞台とする。
エベロン（Eberron）
- 取扱 - D&D3.5版、D&D第4版、D&D第5版

WotC社がアイデアを一般から募集し、1万を超える応募の中から選ばれたワールド。魔法を使った機械技術が発展している世界で、魔法の技術で動く列車や飛行機械が登場し、プレイヤー向け種族にロボットなどが選択できるのが特徴。『ダンジョンズ&ドラゴンズ オンライン』もこのエベロンが背景世界となっている。
オリエンタルアドベンチャー（Oriental Adventures）
- 取扱 - AD&D第1版、D&D第3版

「西洋人から見た幻想的な東洋世界」を扱うセッティング。AD&D第2版ではフォーゴトン・レルム世界の東方地域「カラ・トゥア」（Kara-Tur）地方を扱い、D&D第3版では戦国日本風の文化を持つ異世界「ロクガン」（Rokugan）を扱う。ロクガンはLegend of the Five RingsというD&Dとは別のゲームでも舞台として扱われている。なおD&Dで初めてスキルシステムのルールが登場したのがAD&D第1版のこのサプリメントである。
グレイホーク（Greyhawk）
- 取扱 - Original D&D、AD&D第1版、AD&D第2版、D&D第3版/3.5版、D&D第4版

惑星オアースのフラネス大陸を舞台にしたセッティング。ゲイリー・ガイギャックスが創造したワールド。元々はガイギャックスが身内のキャンペーンのためにつくっていた世界設定。ガイギャックスは当初は「世界設定は各ユーザーが個別に作るべきもの」として自分のプライベートな設定を一般公開するつもりはなく、Original D&Dでは名前がちらりと出てくる程度だったが、AD&Dにおいて大陸規模の詳細な背景世界としてまとめられ一般公開された。
「邪神に率いられた悪の大帝国が、世界征服を狙って、各地の善の王国に魔物の軍団を送り込んでいる」という非常に分りやすい世界観であり、D&Dのアライメントという設定がよく機能する世界でもある。
D&D第3版では標準の背景世界となった（特定のキャンペーンセッティングを導入しない場合、グレイホークが舞台であると扱われる）。
スペルジャマー（Spelljammer）
- 取扱 - AD&D第2版、D&D第5版

宇宙での冒険を扱うセッティング。宇宙が舞台といっても「星の海を魔法の帆船で航海する」というようなファンタジー色の強い雰囲気を持つセッティングである。
スペルジャマーではD&Dの各世界は宇宙の海でつながっているというがあり、「ドラゴンランスの世界から宇宙を航海してフォーゴトン・レルムの世界に向かう」というような冒険も可能。ただしスペルジャマーの宇宙観は、後に出たプレーンスケープで扱われる多元宇宙と矛盾するところがある。
ダークサン（Dark Sun）
- 取扱 - AD&D第2版、D&D4版

アサス（Athas）と呼ばれる世界を舞台にしたセッティング。いわゆる「ソード&サンダル」をモチーフにした世界観であり、文明化されていない荒野での猛々しい冒険が主体となる。また、ポストアポカリプスの影響を多分に受けており、古代に高度な魔法文明があったがそれが崩壊し、ほとんどの土地が砂漠となったという設定になっている。あらゆる物質的な資源と魔力が枯渇しており、この世界の住人は常に生存競争にさらされている。プレイスタイルも「いかに過酷な環境で生き抜くか」に則ったものとなる。
トーチポート
- 取扱 - D&D第3版/3.5版

ホビージャパンがアイデアを一般から募集した、ファーガンド大陸に存在する日本オリジナルの街。
初心者が使いやすいように設計された街で、まだ外の世界については拡張されていないが、グレイホークやフォーゴトン・レルムなど他の背景世界に適応できるよう指針が示されている。
ドラゴンランス（Dragonlance）
- 取扱 - AD&D第1版、AD&D第2版

小説『ドラゴンランス』シリーズの舞台である「クリン 」（Krynn）を扱うセッティング。「神々に見捨てられた世界」という設定があり、かつて栄えた魔法文明は忘れ去られ、人々は信仰を忘れ、傷ついた世界の中で息を潜めるように生活しているという、ダークファンタジー的な要素が盛り込まれている。フォーゴトン・レルムとは逆に神々と魔法の力が弱い世界であり、この世界を舞台にするときは鉄の価値が非常に高くなり、魔法使いの成長に制限があるなどの独自のルール的特徴がつく。
ネンティア谷
- 取扱 - D&D第4版

D&D第4版で最も基本的な冒険の舞台として用意されている地域で、いくつもの公式シナリオや小説がネンティア谷を舞台としている。ダンジョンマスターが特定のキャンペーンセッティングを事前に用意していない場合は、この「ネンティア谷」で冒険をしていると扱われる。「とあるファンタジー世界の一地方」として設定されており、他のセッティングのように国家規模、大陸規模の設定が存在しないが、D&D第4版の基本コンセプトをくまなく体現する場所として作成されているため、この地方だけでD&D第4版を満喫することが可能となっている。ネンティア谷の外の地域が重要になる場合は、自作もできるが、D&D第4版が公式で提供しているほかのセッティングを使うことも可能。
バースライト（Birthright）
- 取扱 - AD&D第2版

Aebrynisと呼ばれる世界のCerilia大陸を舞台としたセッティング。PCは古代の英雄の子孫であり、単なる冒険者ではなく国家運営に携わる要人の地位を持つ。国家運営や戦争などのルールもあり、国家の興亡を左右する壮大なシナリオも扱える。
フォーゴトン・レルム（Forgotten Realms）
- 取扱 - AD&D第1版、AD&D第2版、D&D第3版/3.5版、D&D第4版、D&D第5版

ゲームライターのエド・グリーンウッド（Ed Greenwood）が創造したワールドで、惑星トリルのフェイルーン大陸を舞台にしたセッティング。オーソドックスな「魔法のファンタジー世界」で、くせのないことが特徴といえる世界。地域ごとに詳細なデータが提供され、膨大な規模を誇る。この世界を舞台にした小説やコンピュータゲームも多い。
実は古代の地球と繋がりがあり、神話の時代には地球の神々もこの地を来訪していたが、今は双方の世界が互いのことを覚えていない。その意味合いから、このキャンペーンセッティングは「フォーゴトン・レルム(Forgotten Realms)＝忘れられた領域」と名付けられた。
D&D第5版では標準の背景世界となった（特定のキャンペーンセッティングを導入しない場合、フォーゴトン・レルムが舞台であると扱われる）。
ブラックムーア（Blackmoor）
- 取扱 - Original D&D、クラシックD&D

D&Dの生みの親の一人であるデイヴ・アーネソンが創造したワールドで、製品としてのD&Dが生まれる以前からプライベートなゲームで使っていた。その誕生はグレイホークより古い。ブラックムーアとは、とある世界のとある王国の北方にある辺境地域の名前である。
Original D&Dの時代は「細かい世界設定はユーザーがそれぞれ考えるべき」という風潮が強く、アーネソンもブラックムーアはあくまで自分達の内輪のゲームサークルの私物とみなしており、詳細な設定は正式には公開されなかった。しかしアーネソンが所属していたサークルの会報では細かな設定が紹介されたので、それを入手したOriginal D&D時代の熱心なプレイヤーたちにとっては「最初の公式世界設定」のように扱われるようになった。
アーネソンがTSR社を去ってから数年後、グレイホークの細かい設定が一般公開されたのだが、グレイホークの北方辺境には「ブラックムーア」という名前の国が存在している。これはもちろんアーネソンのブラックムーアにあやかったものだが、名前を借りたオマージュに過ぎない。
また、クラシックD&Dにも「ブラックムーアとは、ミスタラ世界で過去に存在した忘れられた国の名前」という設定がある。過去にの時代にタイムトラベルしてブラックムーアで冒険するシナリオも発売された。こちらのブラックムーアはベースは剣と魔法の世界ではあるが、スチームパンク的なメカニックも多数登場する（宇宙船まである）。
プレーンスケープ（Planescape）
- 取扱 - AD&D第2版

多元宇宙を舞台にしたセッティング。プレーンスケープを導入すると「D&Dで扱われる全ての世界は、それぞれ平行世界として存在している」とされて、世界から世界の移動が可能になる。さらには全世界の神々が住む天界のような世界と、全世界の悪魔たちが住む魔界のような世界も設定されており、これらの世界を舞台に冒険することもできる。
D&D第3版以降はプレーンスケープで扱われた多元宇宙の設定が基本ルールブックに盛り込まれたため、キャンペーンセッティングとしては扱われなくなった。また、D&D第4版では多元宇宙の設定そのものがそれ以前とまったく違うものにリファインされたため、プレーンスケープで扱われた宇宙観は使用できなくなっている。
ミスタラ（Mystara）
- 取扱 - クラシックD&D、AD&D第2版

「ミスタラ」と呼ばれる惑星を舞台にするセッティング。クラシックD&Dの舞台として展開されたワールド。古代ローマ風の国やヴァイキングの国、遊牧民の国など、多様な文化圏の国々が存在する。文化圏毎に「ガゼッタ（Gazetteer）」と呼ばれるサプリメントを出していたため、クラシックD&Dを最初に日本語訳した新和はミスタラのことを「ガゼッタワールド」と独自に呼称していた。Gazetteerとは「地名辞典」を意味する一般英語である。
ミスタラ世界は大きく地上と地下空洞世界に分かれており、地上世界をノウン・ワールド（Known World; 既知世界）、地下空洞世界をホロウ・ワールド（Hollow World）と呼ぶ。クラシックD&Dの日本語版ではノウン・ワールドのみ扱われた。
またこのワールドのサプリメントのガゼッタシリーズはサプリメントごとに様々な追加ルールが発表されており、Rapid Fireなど第3版以降の《速射》（Rapid Shot）特技の元になった技能や、「Wrath of the Immortals（神々の怒り）」というサプリメントにおいては信仰特典というクレリックが信仰する神によって様々な信仰特典を得られるルールなど、AD&D第2版のスペシャリティープリーストや第3版以降の領域（Domain）特典の先駆と見られるルールがあり、後のD&Dへ影響を与えた点が多々ある。
レイブンロフト（Ravenloft）
- 取扱 - AD&D第1版、AD&D第2版、D&D第3版/3.5版、D&D第5版

ゴシック・ホラー風の世界を舞台にするセッティング。
レイブンロフトは時空の狭間にある小世界である。この世界は悪徳が支配する闇の領域であり、この地では善なる力は弱体化し、悪徳を為せば為すほど成長する（実際にゲームルールでそうなっている）。吸血鬼や悪魔といった闇の眷属、そして人間の悪漢たちが、善良なる人々を支配している。
レイブンロフトには様々な世界から「迷い込んでくる」ものたちがおり、PCはそんな遭難者となるのが基本である。なんとかレイブンロフトから脱出する方法を見つけるか、闇のパワーに魅入られてこの地で暴れまわるかはPC次第である。
なお、WotCから第4版の時代に「キャッスル・レイブンロフト」というボードゲームが発売され、日本でもホビージャパンが日本語訳を添付して発売している。
その他
ドラゴンの島を舞台にする「Council of Wyrms」や幽霊が集う街を舞台にする「Ghostwalk」など、小規模な舞台を扱うキャンペーンセッティングがいくつか存在している。『ディアブロ』や『ファファード&グレイ・マウザー』などの原作を持つ背景世界も発表された。
D&D第5版では版元が同じマジック：ザ・ギャザリングの多元世界をD&Dで体験できるキャンペーンセッティングが展開されている。これらは「ラヴニカ」「ドミナリア」など次元ごとに独立したキャンペーンセッティングとなっている。
D&D第3版では、D&Dの版権元であるWotC以外からも、d20システムを使ったキャンペーンセッティングがいくつも発売されている。D&D第3版になって「切り捨てられた」キャンペーンセッティングの版権を買い取り、d20システムで作り直したメーカーもある（ダークサン、バースライト、スペルジャマーなどはそうして復活している）。これらのd20システムのセッティングはあくまで「D&Dと互換性を持つ独自の製品」であって、D&Dを名乗れるわけではない。ただし、ホワイトウルフ社（White Wolf）のKingdoms of Kalamarのように、WotCの「公認」を受け、d20システムではなく「D&D」のロゴマークそのものをつけることを許されたものもある。
なお、ホビージャパンがd20システムのライセンスで出している『トーチポート』シリーズと『ワースブレイド/d20』は日本独自のD&Dのキャンペーンセッティングである。

## 国際展開
『ダンジョンズ&ドラゴンズ』は世界的に商品展開しているRPGの一つである。販売元のアメリカはもちろん、イギリス、フランス、ドイツ、スペイン、イタリアなどのヨーロッパ諸国では各国の言語に翻訳されて販売されている。また、欧米諸国の言語を使用しているオーストラリア、カナダ、ブラジルなどといった国々でも同じく商品が販売されている。アジアにおいては日本、中国、台湾、韓国で商品展開された。その国独自にローカライズされたオリジナル製品も存在しており、たとえば日本においては『ミスタラ黙示録』（メディアワークス/電撃ゲーム文庫）や『若獅子の戦賦』（ホビージャパン/HJ文庫G）などのリプレイが日本オリジナル作品として存在している。
メディアミックス展開も豊富であり、TSR社時代は『ドラゴンランス』や『竜剣物語』などの小説シリーズ（日本語版は富士見書房、エンターブレイン、メディアワークスより出版）、TVアニメーションシリーズ（日本では未放映）、『プール・オブ・レイディアンス』や『アイ・オブ・ザ・ビホルダー』などのパソコンゲーム（日本語版はポニーキャニオンより発売）、『ダンジョンズ&ドラゴンズ タワーオブドゥーム』や『ダンジョンズ&ドラゴンズ シャドーオーバーミスタラ』 などのアーケードゲーム（日本語版はカプコンが開発・販売）が複数国で展開された。2000年以降に版権がウィザーズ・オブ・ザ・コースト社に移ってからもメディアミックスには力が入れられており、新しい背景世界であるエベロンを舞台にした小説シリーズ（日本語版はホビージャパンより出版）、映画化（日本公開名『ダンジョン&ドラゴン』）、『バルダーズ・ゲート』や『ネヴァーウィンター・ナイツ』などのパソコンゲーム（日本語版はセガより発売）、MMORPGである『ダンジョンズ&ドラゴンズ オンライン ストームリーチ』（日本語版はさくらインターネットが運営）などが展開している。
アメリカではいわゆるゲーマー以外にも一定の認知がされている知名度のある作品であり、それゆえに、海外のドラマや小説などでは、小道具として使われることがある。例としては、スティーヴン・スピルバーグが監督した映画、『E.T.』の冒頭シーンでは、少年たちが『ダンジョンズ&ドラゴンズ』を遊んでいる風景が観られる。Netflixのドラマシリーズ『ストレンジャー・シングス 未知の世界』では『ダンジョンズ&ドラゴンズ』の有名キャラクター・モンスターが重要なモチーフとして使われている。
また、アメリカでは社会的な批判にさらされたことも何度かあり、多神教の神官や、黒魔術的な魔法を使う魔術師をプレイヤーキャラクターに用いることから、これを「異教的、悪魔的」とするキリスト教団体などからのバッシングや、「現実と空想の区別がつかなくなる」として実際の犯罪や失踪事件と絡めて報道されたメディアバッシングの事例などがある。（ダンジョンズ&ドラゴンズに関する論争も参照）

### アメリカでの展開
『ダンジョンズ&ドラゴンズ』は、アメリカ合衆国でウォー・シミュレーションゲームのデザインを行っていたゲイリー・ガイギャックスと、そのウォーゲーム仲間であったデイヴ・アーネソンの二人が中心になって1974年に出版された。この「初代」のD&Dは現在は『オリジナル・ダンジョンズ&ドラゴンズ』と呼ばれている。

#### 前史（ - 1973年）
ゲイリー・ガイギャックスは1970年頃失業し、自身がデザインしたウォーゲームをゲーム出版社ガイドン・ゲームズを通じて発表し始めた。ガイドン・ゲームズはジェフ・ペレンとガイギャックスを共著者として、中世の騎士の戦いをモチーフにしたミニチュア・ウォーゲームのルールセット『チェインメイル』を発売した（第1版1971年、第2版1972年）。この『チェインメイル』にはファンタジー世界での戦争を扱うのための追加ルールFantasy Supplementが付属していて、エルフ、オーク、ドラゴンなどをユニットとして扱うことも可能であった。
一方、ガイギャックスの文通仲間であったデイヴ・アーネソンは、この『チェインメイル』の流れとは全く別に、中世のミニチュアを使ったファンタジーゲームを私家版として独自に作っていた。
そのゲームは、ブラックムーア城と呼ばれる古城の地下にある迷宮を探索するというものであった。これがRPGのダンジョンの元になった。
当初は戦闘の解決にじゃんけんを用いるシンプルなゲームであったのだが、アーネソンがガイギャックスの『チェインメイル』を見たとき、このゲームを使うことでブラックムーア城の冒険をもっと本格的なゲームにできるのではと思いつく。
アーネソンはゲーム大会の世話人でもあったガイギャックスのもとを訪問し、『チェインメイル』を改造し演劇要素を交えた私家版ルールでブラックムーア城を探索するセッションを行った。「戦争」ではなく「冒険」を再現したそのゲームは、もはや『チェインメイル』とは異なるコンセプトのゲームとなっていた。
ガイギャックスはこのルールを送付して欲しいとアーネソンに依頼、アーネソンはThe Fantasy Gameと名付けたメモを送付した。ガイギャックスはまずこれを50ページのルールとしてまとめ上げ、『チェインメイル』とは全く別のゲームとした。実子らを相手にこれをプレイテストする過程で徐々に戦闘やダンジョンの探索以外の要素のルールが加わっていき、最終的に150ページのルール第二稿となった。ガイギャックスらはこのゲームを出版してくれるメーカーを探したが、1973年のオイルショック目前のインフレ不況を背景にこれは難航する。当時ウォーゲームの最大手であったアバロンヒル社からも「ロールプレイングゲーム」という今までにないゲームであり、「何をすれば勝利になるかわからないゲーム」として奇異の目で見られ、出版を断られた。そこでガイギャックスは1973年に幼馴染のドン・ケイとともにゲーム出版社としてTactical Studies Rulesを立ち上げ、そこでこのゲームを発売することにした。このゲームは発売直前になって、ガイギャックスの実娘(妻という説もある)の提案でDungeons & Dragonsに改名された。

#### TSR時代（1973年 - 1997年）
こうして誕生した「初代」の『ダンジョンズ&ドラゴンズ』が世の中に初めて出たのは1973年のゲームイベントEasterConの会場でのことである。この時点でのD&Dはまだ私家版のゲーム的なもので数もごくわずかしか刷ってなかったが、その手応えを上々とみたガイギャックスとケイの両名は正式に商業出版に乗り出すことを決意。1974年にブライアン・ブルーム（Brian Blume）の融資を受け三者共同経営とし、1,000部を刷り販売を開始した。D&Dは、ゲームファンだけでなく、ファンタジーなどのファンにも注目され、瞬く間に大ヒットを記録することになる。販売から二年後の1975年にはドン・ケイが心臓発作により死去したため、ケイの分の持ち株はメルヴィン・ブルーム（Melvin Blume）が買い取り、ブルーム家が経営権の過半を握る事となった。この過程で社名がTSR Hobbies, Inc.に変更された（後にTSR, Inc.に改名）。1977年に新生TSR社はガイギャックスたちが作り出した『ダンジョンズ&ドラゴンズ』のルールを大幅に改訂し、上級者向けの『アドバンスト・ダンジョンズ&ドラゴンズ』と入門者向きの『クラシック・ダンジョンズ&ドラゴンズ』（1985年に株式会社新和により日本語翻訳されたシリーズ）の二つのシリーズのラインで新たに展開を始めた。以後のガイギャックスは『アドバンスト・ダンジョンズ&ドラゴンズ』の製作に関わっているので、実際にオリジナルのD&Dの思想を受けついているのはこちらである（アーネソンはTSR Hobbies, Inc.の製品には関わっていない）。
『ダンジョンズ&ドラゴンズ』はアメリカだけでなく、欧米諸国を中心に広まっていった。ロールプレイングゲーム自体の知名度も高まり、様々なメーカーから独自のロールプレイングゲームが発売され、また、テーブルゲームではなくコンピュータゲームとしてのロールプレイングゲームも開発されるようになっていったが、それでもなお『ダンジョンズ&ドラゴンズ』はRPGのスタンダードという地位を保ち続けた。ドラゴンランスなどのゲームを元にした小説も世界的なヒットを成し、1980年代まではTSR社はRPG界では著名な存在であり続けた。1986年10月にガイギャックスはTSR社を離れており、この頃の『ダンジョンズ&ドラゴンズ』はすでに新しい世代によって作られているものであった。
TSR社は1990年代半ばに財政危機に見舞われ、最終的には1997年にウィザーズ・オブ・ザ・コースト社に商品の権利とともに買収されて歴史を閉じた。
『ダンジョンズ&ドラゴンズ』黎明期にあった、この作品に対する誤解や批判や陰謀論はダンジョンズ&ドラゴンズに関する論争を参照。

#### ウィザーズ・オブ・ザ・コースト時代（1997年 - ）
ウィザーズ・オブ・ザ・コースト社は1990年に設立されたテーブルゲームを中心としたゲーム出版会社であり、世界初のトレーディングカードゲームである『マジック:ザ・ギャザリング』を作り出したことで知られるメーカーである。TSR社を買収した1997年当時は『マジック:ザ・ギャザリング』の国際的な展開の成功により、ゲーム界では知られたビッグネームとなっていた。
創設者のピーター・アドキソンが『ダンジョンズ&ドラゴンズ』のファンであったこともあり、D&Dの商品展開はTSR社から速やかに引き継がれた。
TSRのスタッフも同時に受け入れたため、ウィザーズ・オブ・ザ・コーストが『ダンジョンズ&ドラゴンズ』の商品展開を引き継いだ当初はTSR時代とあまり変わらないような商品が出されていった。TSRのロゴマークや商標も引き継いでいたため、販売元がウィザーズ・オブ・ザ・コーストに変わったからといってD&Dに大きな変化が見られることはなかった。しかし、ウィザーズ・オブ・ザ・コースト社は『ダンジョンズ&ドラゴンズ』の権利を入手した当初から「新しいダンジョンズ&ドラゴンズ」を作ることを計画しており、2000年になって、Dungeons & Dragons 3rd editionを発売。『アドバンスト・ダンジョンズ&ドラゴンズ』と『クラシック・ダンジョンズ&ドラゴンズ』の二つに分かれていたタイトルを正式に統合させたこの新版の登場は、TSR時代とは全く異なる新時代のD&Dとして、ゲームファンや市場に対して衝撃を与えた。
何より、「他社がD&Dのゲームルールを使用してもよい」というd20システムという考え方は、アメリカのRPG市場にd20旋風を起こした。多くのメーカーは、システムの自社開発をすることなく新製品をd20システムで出せるメリットに注目した。さらに、大物タイトルであるダンジョンズ&ドラゴンズとデータ互換性をもたせることで、自社のゲームにあまり興味がないようなダンジョンズ&ドラゴンズのファンに対しても、自社商品に注目させることができるのである。この結果、アメリカのRPG市場には数年でd20システムの製品があふれるかえるようになり、『Dungeons & Dragons 3rd edition』という新しいゲームを市場に浸透させるのに大いに役立った。
また、ウィザーズ・オブ・ザ・コーストの『ダンジョンズ&ドラゴンズ』の商品展開のさせ方の特徴として、D&D専用のミニチュアを大規模に展開させたことがある。ミニチュアゲームから発展したD&Dは初期の頃からファンタジーミニチュアの使用が推奨されるゲームであり、ラルパーサ社やシタデル社などからはD&D専用のミニチュアが過去にも販売されていた。しかし、ファンタジーミニチュアの定番であったメタルフィギュアは塗装や組み立てをユーザーに任せるものであり、模型趣味的な嗜好を持たないものにはハードルの高いものとなっていた。ウィザーズ・オブ・ザ・コーストはD&D専用に「塗装成型済みプラスチック製ミニチュア」を自社から販売することでユーザーの手間を大幅に削減した。このミニチュアは日本では「トレーディングフィギュア」と呼ばれる販売形態を持つ商品であり、食玩同様にブラインドボックスで販売されている。一つの箱の中にランダムで数個のミニチュアが入れられている。何が入っているかは開封するまでわからないため、高いコレクション性を持つアイテムでもある。また、このミニチュアはメイジナイトから端を発するコレクタブルミニチュアゲーム（トレーディングフィギュアゲーム）として単独で遊ぶこともできるようになっている。『Dungeons & Dragons 3rd edition』の改定版である『Dungeons & Dragons V3.5』では、ルールの改定により、スクエアグリッド（四角形のマス）を使った戦場マップの使用がゲームプレイに必須となり、マップ上でのプレイヤーキャラクターの位置をあらわすのになんらかのコマを使用することがすべてのユーザーに必要となった。この頃からミニチュアの需要はD&Dの商品展開において大きなウェイトを占めるようになり、日本においてもルールブック発売元のホビージャパンから輸入販売の形でD&Dのトレーディングフィギュアをユーザーに対して供給している。
2008年6月にはルールや世界観を大幅に改定した『Dungeons & Dragons 4th edition』を発売。d20システムも4th edition対応に改定され、トレーディングフィギュアも4th editionに対応した新しい種族、モンスター、キャラクタークラスのミニチュアがラインナップされた。しかし、リーマン・ショックに伴う景気後退から、2009年をもってミニチュアの製造をやめ、以後は厚紙のトークンを製品に付属させることになったが、2012年に「ダンジョン・コマンド」シリーズのミニチュアゲームに付属する形で復活している。（ミニチュアに関する詳細はダンジョンズ&ドラゴンズ ミニチュアゲームの項目も参照のこと。）この4th editionはMMORPGのプレイスタイルを意識したため、それまでのD&Dとは大きくイメージが異なっており、コミュニティでは賛否両論の評価と議論を呼ぶぶことになった。その結果。4th editionに移行するファンとV3.5にとどまるファンととでコミュニティは分断されてしまう。そしてV3.5にとどまったファンはほぼ同じルール体系を持つ『パスファインダーRPG』へと移行してしまい、WotC社からすれば「顧客奪われた」形となってしまった。この結果、WotC社は2012年には次期バージョン（当時は『D&D Next』というコードネームで呼ばれていた）の開発を早々に約束せざるを得なくなる。
2014年には新たなるD&Dとして『Dungeons & Dragons 5th edition』が発売。プレイスタイルは3rd edition以前のものに回帰されたが、大量のサプリメントをユーザーに買わせる形からはそれまでより距離を置いている。一方で、ユーザ－が自分で作ったオリジナルの資料を共有できるようにオンライン環境を整備しており、コミュニティに信頼される寄り添い方が模索されている。

### 日本での展開
日本でのD&Dの展開は1985年から始まったが、継続的に展開しているわけではなく、何度もの中断期を挟んでいる。翻訳展開が中断するたびに異なる出版社へと翻訳権が移行したため、商品展開の仕方は出版社によって大きく違い、時期によって全く違うゲームの様相を見せている。
日本でのD&Dの出版史は「翻訳以前」「新和時代」「メディアワークス時代」「ホビージャパン時代」「ウィザーズ・オブ・ザ・コースト時代」の5つに分けることができる。これらの時代ごとの詳細については下記で詳述する。
ゲームが展開された時期がはっきりと出版社によって分かれていることから、ホビージャパンが『ダンジョンズ&ドラゴンズ 第3版』という名前でD&Dを発売したことに対し、新和版がD&D第1版、メディアワークス版がD&D第2版だという誤解を持つ者もしばしば見受けられる。しかし実際には、新和版はいわゆる『クラシック・ダンジョンズ&ドラゴンズ』の第4版、メディアワークス版は同クラシックの第5版の翻訳で、ホビージャパン版はそれらとは異種のシステムである『アドバンスト・ダンジョンズ&ドラゴンズ』の第3版である（系譜も参照のこと）。
なお、どの時期においても日本語に翻訳されているのは膨大なD&D関連製品の一部のみであり、どの製品を優先して翻訳するかの判断もその時代ごとの翻訳チームの考え方が現れている。

#### 翻訳以前（ -1985年）
D&Dは日本語での翻訳が開始される1985年以前より一部の好事家たちに注目されていたゲームであった。特に日本ではテーブルトークRPGブームに先行して、ボードゲームとしてのウォー・シミュレーションゲームのブームが1980年代初期からあったのだが、ウォー・シミュレーションゲームのファンたちにとってD&Dは「ウォー・シミュレーションゲームから派生した全く新しいゲーム」として認知度はそれなりにあり、熱心なゲーマーはゲームショップなどで輸入品を買い求め、自分達でプレイを行っていた。そのようなゲーマーたちの中には、安田均や大貫昌幸など後の国産テーブルトークRPG業界で重鎮と呼ばれることになる者たちも多くいた。
また、D&Dの認知度は当時（1980年代初期）のパソコンユーザーの間でも高かった。『ウィザードリィ』や『ウルティマ』などのコンピュータRPGがパソコンユーザーの中で注目される中で、その影響源にもなったゲームとしてD&Dに興味がもたれるようになっていったのである。
1983年頃から本格的なテーブルトークRPGが日本のメーカーからも発売されるようになったが、D&Dが日本語でできるようになるまでは1985年まで待たねばならなかった。

#### 新和時代（1985年 - 1991年）
すでにいくつかのテーブルトークRPGが日本語で発売され、テーブルトークRPGの元祖であるD&Dの翻訳が待望される中、1985年に株式会社新和よりついに日本語版のD&Dが出版される。
基礎となったルールは原語版でいうDungeons & Dragonsの第4版（ボックス型ゲーム）。現在では「クラシックD&D」と言われるルールである。ボックスの体裁や掲載イラストなどは原語版のものをそのまま用い、翻訳はオーアールジーと大貫昌幸がメインになって行われた。
新和はDungeons & Dragonsのサプリメントやシナリオ集、スペルカードなどのアクセサリーなどを好調に翻訳していき、また、1988年には『オフィシャルD&Dマガジン』という専門のサポート雑誌を創刊。重厚な体制でユーザーのプレイ環境をサポートした。
また、この「新和時代」においてのD&Dの広がりに貢献したのがグループSNEである。グループSNEは翻訳や製品の開発こそしなかったものの、小説『ドラゴンランス戦記』の翻訳や、リプレイ『ロードス島戦記』の連載など、メディアミックス方面においてD&Dの精力的な紹介活動を行っていった。
新和のD&Dは好調に展開し、1980年代はテーブルトークRPGといえばD&Dが代名詞になるくらいに日本でも独占的なシェアを持つに至ったが、1989年の『ソード・ワールドRPG』の販売をきっかけに日本のテーブルトークRPGに安価で手軽な文庫形態のゲームが多くなってくると状況は変化する。新和のD&Dはコストの高さから初心者へのエントリーゲームとしての地位を徐々に失っていくことになり、1990年代にはユーザーの間でのD&Dの位置付けが「中級者以上のマニア向けゲーム」というものにシフトしていく。新和自体も販売戦略を中級者以上向けにシフトし、サプリメントなどは徐々にヘビーユーザー向けなものが増えていった。これが結果的に良い方向に傾き、多くのライバル国産ゲームが出てくる中でも、国産ゲームとは雰囲気の異なる「洋ゲー」風味のコアな製品のラインナップに一定のファン層をD&Dは掴み続けることになる。
しかし1991年に新和が始めた『アドバンスド・ダンジョンズ&ドラゴンズ』（原書での『AD&D 2nd』）の翻訳販売がうまくいかず、日本におけるD&Dの展開は急速に下降線をたどる。この失敗の要因は多数あるが、今までのD&DユーザーをAD&Dに上手く移行させられなかったことも大きいとも言われる。新和は今までのD&Dファンが何も言わずともAD&Dに移行することを目論んでAD&Dを契機にそれまでのクラシックD&D路線を全て打ち切ってしまったのだが、D&Dユーザーの多くは、今まで集めてきたクラシックD&Dのサプリメントの資産やルールのノウハウが使用できないAD&Dには簡単には移行できなかったのである。そしてクラシックD&Dの性急な打ち切りは、それまでのユーザーの多くをD&Dから遠ざけるきっかけになってしまった。
結局、新和はAD&Dのごく基本的な製品（コアルール）を翻訳した後はサプリメントも「ファイターハンドブック」「キャンペーンガイド」の二冊を出したのみで市場から完全に撤退してしまった。シナリオ集もキャンペーンセッティングも出版されなかったため、実際のプレイに必要な環境を揃えきれたとは言えないものとなってしまっている。
D&D関係の展開はその後空白期を迎え、それから三年後にメディアワークスによるD&D翻訳が始まることになる。
また、初期は富士見書房の『ドラゴンランス戦記』や角川書店の『ロードス島戦記』など、他社を絡めた多彩なメディアミックスを行っていたにもかかわらず、後期になると他のテーブルトークRPG市場とはほとんど交流を持たない形で閉じこもってしまっていたことが急激な衰退につながった部分もある。インターネットなどでユーザーが自分から情報を掴むことのできない時代、自社の会報（オフィシャルD&Dマガジン）以外のゲーム雑誌に紹介記事も載せず、メディアミックス的な広告戦略も行わないようになったD&Dは、ユーザーコミュニティを急速に閉塞化させたのである。
新和版の翻訳の精度については、特に初期の版は誤訳が多かったことで知られている。例をあげると「プルトニウム貨」などがある（プラチナ金貨Platinum PiecesのPlatinumをPlutoniumと誤認）。

#### メディアワークス時代（1994年 - 1997年）
1994年、『央華封神RPG』『クリスタニアRPG』などを出版していたメディアワークスによりD&Dの翻訳販売が再開される。翻訳を担当したのは新和版の黎明期にメディアミックス展開に貢献したグループSNEの安田均である。
基礎となったルールは原語版でいうDungeons & Dragonsの第5版であるDungeons & Dragons Rules Cyclopedia。これの翻訳版である日本語版は『ダンジョンズ&ドラゴンズ　ルールサイクロペディア』と名づけられた。Rules Cyclopediaはいわゆる「クラシックD&D」の最後のバージョンであり、今までのD&Dがプレイヤーキャラクターのレベルに応じてBASIC Set、EXPERT Set、COMPANION Set、MASTER Set、IMMORTAL Setと分割されていた基本ルールを一つにまとめあげたクラシックD&Dにおける決定版である。ルールサイクロペディアの原書は製品の体裁も今までのようなボックス版ではなく、入手しやすいハードカバーの書籍となっていた。
メディアワークスが翻訳した『ルールサイクロペディア』の特徴は、日本市場向けのローカライズを徹底したことにある。当時の国産テーブルトークRPG市場のメインストリームは「文庫によるルールブック出版」と「リプレイや小説によるライトノベル市場とのメディアミックス」であり、ルールサイクロペディアもそれに則って日本独自の展開をしたのである。そのため、製品はハードカバー書籍ではなく文庫で発売された。大判書籍全ての内容が文庫に入りきるわけはないため、収録されたルールは全体の3分の2ほどを抜き出した抄訳版となり、「プレイヤーズ」「ダンジョンマスターズ」「モンスターズ」の3冊に分割された。キャラクターのレベルも9レベルまでしかフォローされなかった。イラストも原書版のものは使われず、日本人のゲーマー層に受け入られやすいポップなものに変更されている。翻訳されなかった部分は後にサプリメントの形で増補していく予定になっていた。
メディアミックスについてはリプレイ『ミスタラ黙示録』や小説『竜剣物語』などを同じく文庫で出版することで実現していた。またルールブック発売と同時期にカプコンからアーケードゲーム『ダンジョンズ&ドラゴンズ タワーオブドゥーム』が稼動したが、これもメディアミックスの一環であった。サポート雑誌は電撃アドベンチャーズであった。
しかし、メディアワークス版D&Dが展開を始めた直後、日本のテーブルトークRPG市場全体が急激に衰退しはじめる（テーブルトークRPG冬の時代を参照）。この時期はメディアミックスと安価な文庫による大規模展開を目指していたゲームの多くがバブル崩壊を起こし壊滅的な打撃を受けることになるのだが、メディアワークス版D&Dもこの例外ではなかった。ルールサイクロペディアの未翻訳部分を収録する予定であった「上級ルールブック」も発売は無期延期となり、1996年に出たシナリオ集『ナイツ・ダーク・テラー』を最後にリプレイや小説も含めて商品展開が全く行われない時期が続く。そして、1997年にはD&D販売元のTSR社がウィザーズ・オブ・ザ・コースト社に買収されたことから、メディアワークスは契約を解除され翻訳権を失い、メディアワークス版D&Dは正式に展開の終了を宣言した。これによりメディアワークス時代は終焉を迎えたのである。
メディアワークス時代は結果的に展開期間こそ短かったものの、その間に三冊のシナリオ集（『キングズ・フェスティバル』『クイーンズ・ハーベスト』『ナイツ・ダーク・テラー』）を翻訳しており、新和時代で未訳であったことも相まって評価を受けている。

#### ホビージャパン時代（2003年 - 2022年）

##### 翻訳までの経緯
1997年、販売元のTSR社がウィザーズ・オブ・ザ・コースト社（以後、WotC社と記述）に買収された際、WotC社がTSRの契約を引き継がなかったため、メディアワークスのD&D翻訳権は失われた。これは、ホビージャパン社がトレーディングカードゲーム『マジック・ザ・ギャザリング』日本語版を発売する際に（発売開始年は1995年）、WotC社のアナログゲームの独占翻訳権を結んでいたことに起因する。つまり、D&Dの版権がTSR社からWotC社から移った時点で、日本語のD&Dを出版できるのはホビージャパンだけになったのである。
一方、アメリカでは2000年に入るとWotC社はD&Dブランドの大刷新を行った。ルールを大きく変更したAD&Dの三版が新たに『Dungeons & Dragons 3rd edition』（以後、D&D 3rdと略す）の名前で「AのつかないD&D」として発売され、それまでの『Dungeons & Dragons』のシリーズは「クラシック」と銘打たれるようになった。
D&D 3rdはアメリカで大きな話題を呼び、その評判は日本にも伝わってきた。従来のD&Dファンはもちろん、海外ゲーム好きにもD&D 3rdは一つの「話題の新作」として注目され、当時の未訳ゲームの中では桁違いにプレイされるようになった。旧来のAD&Dと異なり、シンプルで遊びやすい、洗練されたゲームシステムは日本の多くのゲームデザイナー／ライターにも刺激を与え、彼らの手によって商業的な場でも紹介やリスペクトがされていき、未訳ゲームに特に詳しくないようなテーブルトークRPGファンに対しても徐々に知名度を上げていった。また、同時期に『ドラゴンランス』や『ダークエルフ物語』などのD&D小説がアスキーからハードカバー版として新たに翻訳されなおして出版されたことも、日本のテーブルトークRPGファンにD&Dを「思い出させる」要因になっている。
そのような動きの中で「（昔ながらのゲームではなく）今話題になっている最新の海外ゲーム」としてD&Dの翻訳待望論の声が高まっていき、2002年についにホビージャパン社により『Dungeons & Dragons 3rd edition』が翻訳展開を行うことが発表されたのである。

##### 第3版・第3.5版・第4版
2002年の年末（実質的には2003年の年始）に、『Dungeons & Dragons 3rd edition』（3eと略）のプレイに最低限必要な三分冊のコアルールブックの最初の一冊目が『ダンジョンズ&ドラゴンズ　プレイヤーズハンドブック』の名前で翻訳された。翻訳が始まった当初は展開速度は遅めで、コアルールの三冊が揃うのに半年くらいの時間がかかったことから、メディアワークス版の時以上に先行きが危ぶまれもしたのだが、コアルールの翻訳が揃ってからも展開が打ち切られることはなくサプリメントの翻訳は定期的に続けられた。翻訳については新和やメディアワークスように外部の会社に任せる形でなく、ホビージャパン自体が桂令夫や岡田伸などのゲーム翻訳家と契約して独自の翻訳チームを組んでいる。
翻訳が開始されたときはちょうどアメリカでは改訂新版に当たる『Dungeons & Dragons 3.5 edition』（3.5eと略）が出版され、その後のサプリメントも全て3.5eのものにシフトしていくことが告知されていたため、いまさら3eというのはタイミングが悪いのではないかという不安もあったが、2005年には日本語版の3.5eも翻訳され、アメリカ本国の商品展開とのすり合わせに齟齬はないようになっている。なお、日本語版の3eが展開している時には、3.5eで内容が大きく変わるサプリメントは翻訳されなかった。
2008年6月にはルールや世界観を根幹から大幅に刷新した『Dungeons & Dragons 4th edition』（4eと略）がアメリカで発売されたことを承けて、ホビージャパンも同年12月に4eの翻訳販売を開始。アメリカ本国との発売時期の差は数箇月にまで縮まった。
ホビージャパンでの製品展開がそれ以前と異なる点として、ウィザーズ・オブ・ザ・コースト社からの強い要請で、翻訳にあたってレイアウトや体裁を原書版から一切変更していないことがある。そのため、メディアワークス版であったようなローカライズは、ABC順をアイウエオ順に変更する以外は行われていない。しかし原書版に忠実な製品作りの反動として、製品の価格が他の国産テーブルトークRPG製品の平均よりも倍近い物になってしまっている。これは翻訳製品は価格帯が高くなりがちな上に、フルカラーである原書版を日本語版でも再現しているために起こっている弊害の一つである。また、ホビージャパンはD&D関連製品を通常の問屋流通でなく返品不可の玩具流通の経路で卸しているため、高価格なD&D関連製品は書店では取り扱われにくい。価格の高さと流通の弱さは「ユーザーの間口を激しく狭くしている」と展開の初期から指摘されているが、この点を改善することは現状の日本のテーブルトークRPG市場規模ではほぼ不可能であり、ウェブ上での通販に力を入れたり、独自の玩具流通を持つことを生かして『ダンジョンズ&ドラゴンズ ミニチュアゲーム』やダンジョンタイルを展開したりと、現状の弱点を受け入れる形でそれを生かすアプローチが試みられている。
原書版に忠実な展開を行っているという点では新和版に近いものがあるが、閉鎖的な印象の強かった新和版よりも日本のテーブルトークRPG市場とのマッチングが意識されている。日本独自のサプリメントも柔軟に製作されており（一部はD&Dではなくd20システムのサプリメントという形で販売している）、リプレイの雑誌連載などを積極的に行ったりしている。

##### 第5版
上述したように、4eはアメリカ本国では賛否両論であり、3e系を好んでいたファンが『パスファインダーRPG』へ移行するというコミュニティの分断が起こった。それを取り返すために2014年には『Dungeons & Dragons 5th edition』（5eと略）が発売されたのだが、当時のWotC社が経営上の判断から、5eは英語圏以外での展開は当面は行わないことを宣言。さらに5e発売と同時に4eの展開は終了したため、そこからしばらくの間は日本国内でのD&Dの商業展開は休止状態にならざるを得なくなる。日本国内では『パスファインダーRPG』の翻訳が当時はされていなかったのでこのようなコミュニティの分断騒動はほぼ見られなかったのだが、逆に言えばD&Dが展開終了した時の受け皿が存在しなかったということでもある。厳しい状況の中、2015年にホビージャパンは5eの基幹ルール部分を抜粋した「ベーシック・ルール」を日本語の翻訳したものをオリジナルのサンプルシナリオとともに無料公開し、日本語で5eに触れる最低限の環境の整備や国内のコミュニティの維持に努めた（ホビージャパンが配布した「ベーシック・ルール」は英語版で無料公開されているものの私家訳である）。
2017年にWotC社は5eの非英語圏への展開を解禁。これにあわせてホビージャパンから正式に5eの日本語版展開が開始された。英語版以外のライセンス業務はウィザーズ社からGale Force 9社に委託され、ホビージャパンはGF9のライセンスも受けた、孫請けの形となった。
第5版はウィザーズ社の品質統一の方針から、リトアニアにあるハズブロの工場であらゆる言語のルールブックを一括して印刷・製本し、ホビージャパンが日本語版を輸入して販売する形となった。この関係で、第3版・第3.5版・第4版とは異なり、第5版の日本語製品は「書籍」ではなく、ホビージャパンが輸入で強みを持っていた「ボードゲーム」（玩具）の流通ルートで販売された。第5版の日本語版の売り上げは、それ以前の版の売り上げを上回った。しかし、ウィザーズ社とGF9が契約関係から訴訟に発展。その影響で、2020年12月に発売された関連商品『スリードラゴン・アンティ レジェンダリー・エディション』を最後にホビージャパンからの商品展開は途絶え、2021年発売予定であった『アイスウィンド・デイル：凍てつく乙女の詩』および『TASHA'S CAULDRON OF EVERYTHING』日本語版は発売中止が、同時に発売済みの既存製品の販売期間が2022年6月までであることも、2021年10月に告知された。その後ウィザーズ・オブ・ザ・コースト社との契約更新はされず、2022年6月30日限りでホビージャパンによる日本語版展開は終了した。以後もホビージャパンによるD&D関連サイトは維持されていたが、2023年11月30日で公開終了となった。なお公開されていたデータやファイルの引継ぎ等などは行われていない。

#### ウィザーズ・オブ・ザ・コースト時代（2022年 - ）
2022年7月29日、ウィザーズ・オブ・ザ・コースト日本支社による、日本語版の公式WEBサイトが開設され、同社にて日本語版の刊行が再始動されることが告知された。そして2022年12月、ホビージャパンから発売済みのコアルールブック3冊と『ザナサーの百科全書』に加え、新規商品である『スターターセット 竜たちの島ストームレック』と『デラックス・プレイ・ボックス』の計6商品を同時発売した。またホビージャパンから発売中止がアナウンスされた『TASHA'S CAULDRON OF EVERYTHING』日本語版は『ターシャの万物釜』として2023年8月に発売された。
ウィザーズ・オブ・ザ・コーストによる日本語版の翻訳にはHJ時代のスタッフが継続して関わっているため、訳語はHJ時代と同一のものが使われている。逆に大きく変わった部分としては、度量衡の表記がヤード・ポンド法でなくメートル法となったことがある（一部の書籍ではメートル法に加えてヤード・ポンド法も併記してある）。

## 関連作品
テーブルトークRPG以外のD&D関連作品。日本語版が出版されたものを中心に記載。英語でのみ書かれているものは日本では未訳のもの。

### コンピュータゲーム
D&Dを元にコンピュータゲーム化した作品が多数作られている。以下、代表的なものを挙げる。

ダンジョンズ&ドラゴンズ関連のコンピュータゲーム一覧も参照
- AD&D ヒーロー・オブ・ランス/Advanced Dungeons & Dragons: Heroes of the Lance（U.S. Gold/SSI（英語版）、日本語版：ポニーキャニオン、ファミコン版開発：ナツメ）
- AD&D ヒルズファー/Advanced Dungeons & Dragons: Hillsfar（Westwood/SSI、日本語版：ポニーキャニオン、ファミコン版開発：クロストーク）
- AD&D プール・オブ・レイディアンス/Advanced Dungeons & Dragons: Pool of Radiance（SSI、日本語版：ポニーキャニオン、ファミコン版開発：マリオネット）
- AD&D カース・オブ・アジュア・ボンド/Advanced Dungeons & Dragons: Curse of the Azure Bonds（SSI、日本語版：ポニーキャニオン）
- AD&D シークレット・オブ・シルバーブレイド/Advanced Dungeons & Dragons: Secret of the Silver Blades（SSI、日本語版：ポニーキャニオン）
- AD&D プールズ・オブ・ダークネス/Advanced Dungeons & Dragons: Pools of Darkness（SSI、日本語版：ポニーキャニオン）
- Advanced Dungeons & Dragons: Gateway to the Savage Frontier（SSI、※日本語未訳）
- Advanced Dungeons & Dragons: Treasures of the Savage Frontier（SSI、※日本語未訳）
- AD&D ドラゴン・オブ・フレイム/Advanced Dungeons & Dragons: Dragons of Flame（Westwood/SSI、日本語版：ポニーキャニオン、ファミコン版開発：アトリエドゥーブル）
- AD&D アイ・オブ・ザ・ビホルダー/Advanced Dungeons & Dragons: Eye of the Beholder（Westwood/SSI、日本語版：ポニーキャニオン）
- AD&D アイ・オブ・ザ・ビホルダー2/Advanced Dungeons & Dragons: Eye of the Beholder II（Westwood/SSI、日本語版：カプコン）
- AD&D アイ・オブ・ザ・ビホルダー3/Advanced Dungeons & Dragons: Eye of the Beholder III（SSI、日本語版：ビング）
- ストロングホールド 〜皇帝の要塞〜/Dungeons & Dragons: Stronghold（SSI、日本語版：ビング） : Firefly Studios社が開発したストロングホールドとは別物。
- ダンジョンズ&ドラゴンズ タワーオブドゥーム/Dungeons & Dragons: Tower Of Doom（カプコン）
- ダンジョンズ&ドラゴンズ シャドーオーバーミスタラ/Dungeons & Dragons: Shadow over Mystara（カプコン）
  - 2013年に2作品をまとめた「ダンジョンズ&ドラゴンズ ミスタラ英雄戦記」がPlayStation 3で発売された[22]。
- バルダーズ・ゲートシリーズ/Baldur's Gate（インタープレイ（英語版）、日本語版：セガ）
- プレーンスケープ・トーメント/Planescape: Torment（Interplay、日本語マニュアル付き英語版：セガ）
- アイスウインド・デイル/Icewind Dale（Interplay、日本語版：セガ）
- アイスウインド・デイル2/Icewind Dale II（Interplay、日本語版：メディアクエスト）
- ネヴァーウィンター・ナイツ/Neverwinter Nights（BioWare/ATARI、日本語版：セガ）
- ダンジョンズ&ドラゴンズ オンライン ストームリーチ/Dungeons & Dragons Online: Stormreach（ターバイン（英語版）/ATARI、日本版運営：さくらインターネット）
- Solasta: Crown of the Magister（Tactical Adventures、※日本語未訳）

### ボードゲーム
- キャッスル・レイヴンロフト（ウィザーズ・オブ・ザ・コースト、輸入元：ホビージャパン）
- ラス・オブ・アシャーダロン（ウィザーズ・オブ・ザ・コースト、輸入元：ホビージャパン）
- レジェンド・オブ・ドリッズト（ウィザーズ・オブ・ザ・コースト、輸入元：ホビージャパン）
- いずれも日本語訳ルールとゲームカード対応シールを添付して販売されている。

### カードゲーム
- ドラゴンランスカードゲーム（TSR, Inc.、日本語版：新和）
- スリー・ドラゴン・アンティ（ウィザーズ・オブ・ザ・コースト、日本語版：ホビージャパン）
  - スリードラゴン・アンティ レジェンダリー・エディション（Wizkids、日本語版：ホビージャパン）
- イン・ファイティング 〜酒場の大乱闘〜（ウィザーズ・オブ・ザ・コースト、日本語版：ホビージャパン）

### 映画
- スティーヴン・スピルバーグが監督し1982年に公開された映画『E.T.』の冒頭シーンでは、少年たちのD&Dゲームプレイ風景が観られる。
- 『ダンジョン&ドラゴン』（原題：Dungeons & Dragons）
『ダンジョンズ&ドラゴンズ』の一般的な世界観をモチーフとしたアメリカ映画で、2001年公開。日本への紹介時、国内映画界の慣例に従い複数形の発音が省かれ『ダンジョン&ドラゴン』となっている。名目上は第3版準拠。
制作：ジョエル・シルバー、監督：コートニー・ソロモン、出演：マーロン・ウェイアンズ、ソーラ・バーチ、ジェレミー・アイアンズ他。
- 『ダンジョン&ドラゴン2』（原題：DUNGEONS & DRAGONS THE ELEMENTAL MIGHT）
1作目同様、アメリカで制作された。アメリカではソフト発売で劇場公開はされておらず、日本では2006年10月劇場公開。近年のCG技術の進化と共に1作目よりも映像的迫力がある。また、本作の方がダンジョンズ&ドラゴンズの世界観により近い形で作られている。第3.5版準拠。
制作：コートニー・ソロモン、監督：ゲリー・ライブリー、出演：マーク・ダイモン、クレメンシー・バートン＝ヒル、ブルース・ペイン他。
- 『ダンジョン&ドラゴン3 太陽の騎士団と暗黒の書』（原題：Dungeons & Dragons: The Book of Vile Darkness）
2012年にイギリスで制作されたが、DVDソフトのみで劇場公開はされていない。日本では2013年4月5日発売。第4版準拠。
- 『ダンジョンズ&ドラゴンズ/アウトローたちの誇り』（原題：en:Dungeons & Dragons: Honor Among Thieves）
2023年に公開されたアメリカ映画で、2001年に公開された映画のリブート作。第5版準拠。

### テレビ番組
- ダンジョンズ&ドラゴンズ - アニメーション。日本の東映アニメーションが製作した。

### 小説
ダンジョンズ&ドラゴンズ関連の小説も参照
- ドラゴンランス シリーズ
  - ドラゴンランス 全6巻（旧翻訳文庫版：富士見ドラゴンノベルズ、新翻訳単行本版：アスキー／エンターブレイン刊、新翻訳文庫版：角川つばさ文庫[注釈 11]）
  - ドラゴンランス伝説 全6巻（旧翻訳文庫版：富士見ドラゴンノベルズ、新翻訳単行本版：アスキー／エンターブレイン刊）
  - ドラゴンランス英雄伝 全6巻（日本語版：富士見ドラゴンノベルズ）
  - ドラゴンランス序曲 1〜5巻（日本語版：富士見ドラゴンノベルズ）
  - ドラゴンランス セカンドジェネレーション 全[上・下]巻（日本語版：アスキー／エンターブレイン刊）
  - ドラゴンランス 夏の炎の竜 全[上・中・下]巻（日本語版：アスキー／エンターブレイン刊）
  - ドラゴンランス 魂の戦争 第一部[上・中・下]巻（日本語版：アスキー／エンターブレイン刊）
  - ドラゴンランス　魂の戦争 第一部完結記念Edition、第二部、第三部（日本語版：アスキー刊）（第一部完結記念Editionは既刊の第一部上・中・下巻を一冊にまとめたもの）
  - ネアラ 1〜2巻（日本語版：アスキー／エンターブレイン刊）
  - ドラゴンランス秘史 1〜3巻（日本語版：アスキー／エンターブレイン刊）
- フォーゴトン・レルム シリーズ
  - ダークエルフ物語 全3巻（旧翻訳文庫版：富士見ドラゴンノベルズ、新翻訳単行本版：アスキー／エンターブレイン刊）
  - ダークエルフ物語 『ドロウの遺産』シリーズ 全4巻（日本語版：アスキー／エンターブレイン刊）
  - ダークエルフ物語　夜明けへの道（日本語版：アスキー／エンターブレイン刊）
  - アイスウィンド・サーガ 全5巻（旧翻訳文庫版：富士見ドラゴンノベルズ、新翻訳単行本版：アスキー／エンターブレイン刊）
  - 〈忘れられた領域〉クレリック・サーガ 秘密の地下墓地（日本語版：アスキー刊）
  - 〈忘れられた領域〉クレリック・サーガ 森を覆う影（日本語版：アスキー刊）
- グレイホーク シリーズ
  - ホワイトプルームマウンテン（日本語版：アスキー刊）
  - 銀竜の騎士団　大魔法使いとゴブリン王（日本語版：アスキー刊）
  - 銀竜の騎士団　ドラゴンと黄金の瞳（日本語版：アスキー刊）
- エベロン シリーズ
  - ドリーミング・ダーク・シリーズ　第1部　シャーンの群塔[上・下]（日本語版：ホビージャパン刊）
  - ドリーミング・ダーク・シリーズ　第2部　砕かれた大地[上・下]（日本語版：ホビージャパン刊）
  - ドリーミング・ダーク・シリーズ　第3部　夜の門（日本語版：ホビージャパン刊）
- ミスタラ シリーズ
  - 竜剣物語/The Penhaligon Trilogy 全5巻（日本語版：電撃文庫）
  - 魔術師の遺産 ミスタラを継ぐものたち/FIRST QUEST3 Son of Dawn 全2巻（日本語版：電撃文庫）